# Typhinellus occlusus
Typhinellus occlusus is een slakkensoort uit de familie van de Muricidae. De wetenschappelijke naam van de soort is voor het eerst geldig gepubliceerd in 1963 door Garrard.